# Кричевский, Василий Григорьевич
Василий Григорьевич Кричевский (укр. Василь Григорович Кричевський; 31 декабря 1872  [12 января 1873], Ворожба, Харьковская губерния — 15 ноября 1952, Каракас) — украинский советский живописец, архитектор, график, художник кинофильмов. Заслуженный деятель искусств УССР (1940). Один из основателей Украинской академии искусств.

## Биография

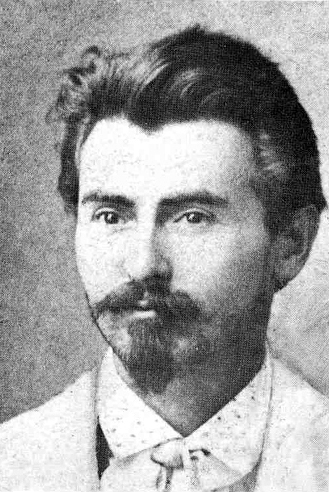
В 1901 году

Родился 31 декабря 1872 года в селе Ворожба (ныне Сумская область Украины) в семье еврея-фельдшера Григория Акимовича Кричевского. Учился в школе в родном селе и в двухклассной школе в селе Верхняя Сыроватка. Затем обучался в Харьковском железнодорожном училище, после которого в 15 лет начал работать помощником чертёжника в Харьковской местной управе. В 1913—1915 годах был художественным руководителем ткацкой мастерской в с. Оленовке. Один из основателей Украинской Академии искусств, профессор (1917—1922). Профессор Николай Дёмин относит Г. Кричевского к мастерам классического (традиционного) направления архитектуры.
28 марта 1918 года Центральная Рада утвердила проекты Василия Кричевского, в частности, герб, разработанный им на основе Владимирова Тризуба.
С 1922 г. обращается к преподаванию. Среди учеников — такие знаменитые впоследствии деятели искусства как Иосиф Каракис, который учился у В. Г. Кричевского «Интерьеру жилых и общественных зданий» и технике живописи.
Во время Великой Отечественной войны находился в оккупированном Киеве. В 1943 году он с семьёй эмигрировал. Некоторое время работал во Львове, затем переехал к сыну Николаю в Париж. В 1948 году Кричевский с женой переехал к дочери Галине в Каракас.

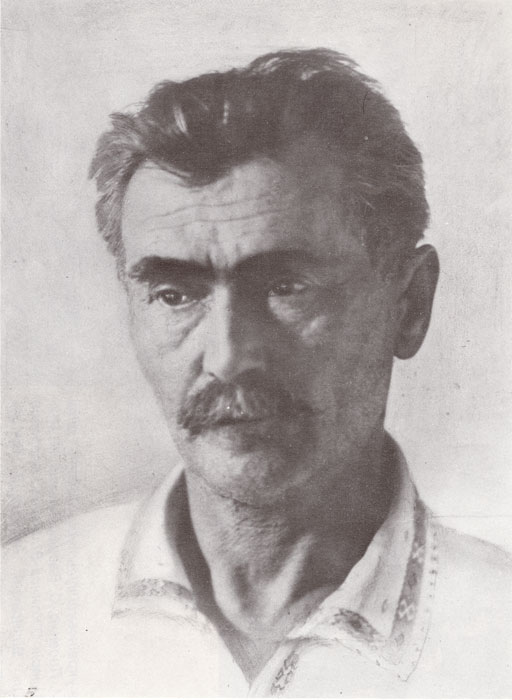
В 1928 году

Умер 15 ноября 1952 года в Каракасе (Венесуэла). В 1975 году его останки перенесены на украинское кладбище в Саут-Баунд-Бруке, штат Нью-Джерси, США.

## Семья
- Брат — художник Фёдор Кричевский.
- Первая жена — Варвара Ильинична Марченко (1875—1955).
- Вторая жена — Евгения Щербаковская-Кричевская (1881—1964).
- Сын от первого брака — Николай (1898—1961)
- Сын от первого брака — Василий (1901—1978).
- Дочь от второго брака — Галина Кричевская-де-Линде (1918—….)
- Внучка — Екатерина Кричевская-Росандич (род. 2 сентября 1926), художница.

## Вклад в архитектуру

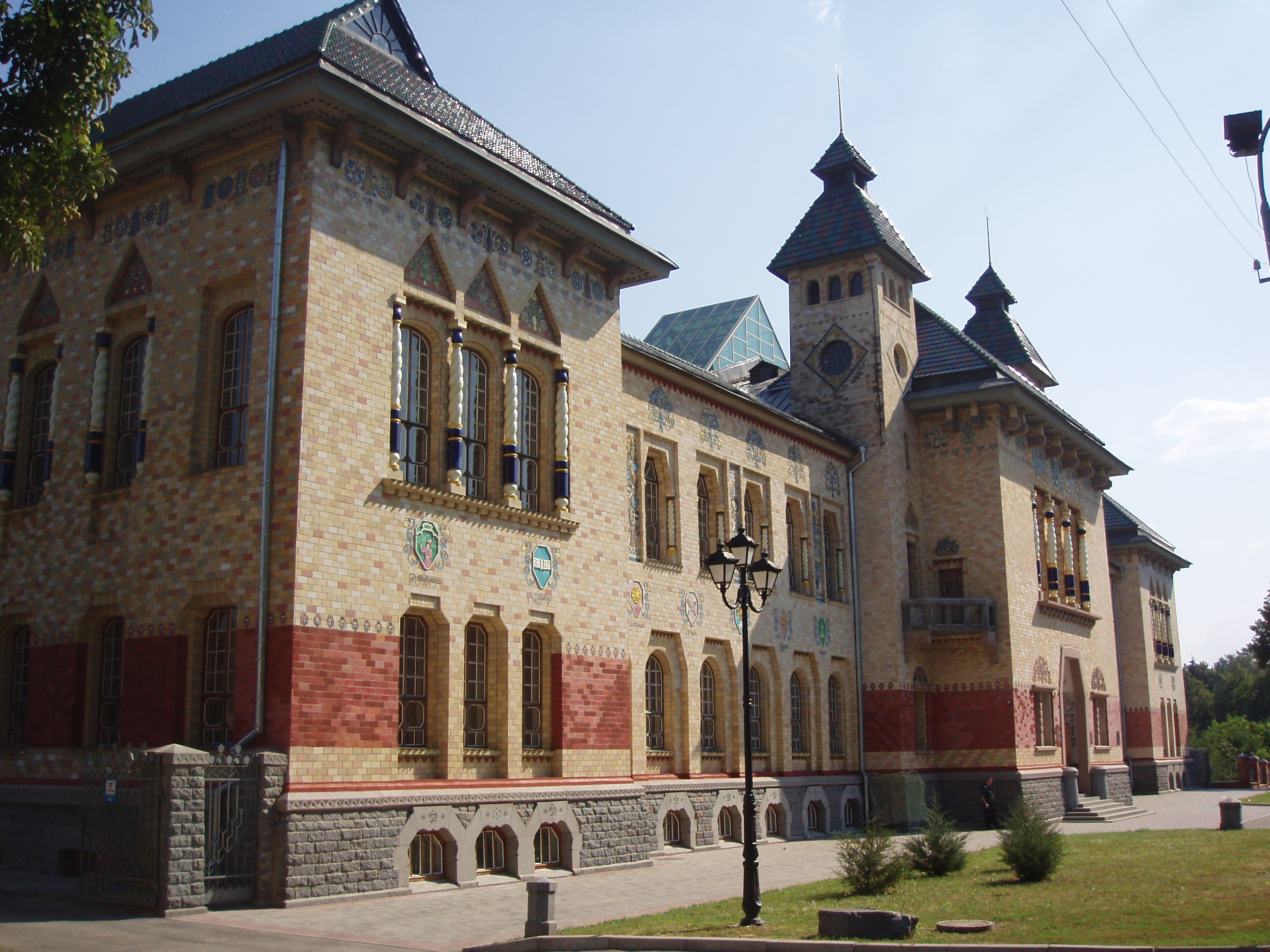
Дом Полтавского губернского земства (ныне Полтавский краеведческий музей)

- Дом Полтавского губернского земства (ныне Полтавский краеведческий музей)Автотранспортный техникум в Харькове;
- Дом техники в Харькове.
- Доходный дом по ул. Стрелецкой, 28. Киев
- Школа по ул. Кирилловской, 164. Киев
- Губернское земство в Полтаве.
- Здание музея Т. Шевченко в Каневе[6]

## Вклад в кино

малый государственный герб УНР работы В.Кричевского

Работы Кричевского как художника-постановщика:
- Фильм «Маленький Тарас»;
- Фильм «Тарас Шевченко» (режиссёр Петр Чардынин) (1926);
- Фильм «Тарас Трясило (Повесть о горячем сердце)» (1926);
- В погоне за счастьем (1927);
- Фильм «Звенигора» (режиссёр Александр Довженко) (1927);
- Фильм «Борислав Смеется» («Восковые короли») (1927);
- «Каприз Екатерины II» («Погибшее село», «Турбаевская катастрофа») (1927);
- Прометей (1935);
- Мое «Федоська» (1934);
- Назар Стодоля (композитор: М. Вериковский (1937);
- Сорочинская ярмарка (композитор: Яков Столляр) (1939).

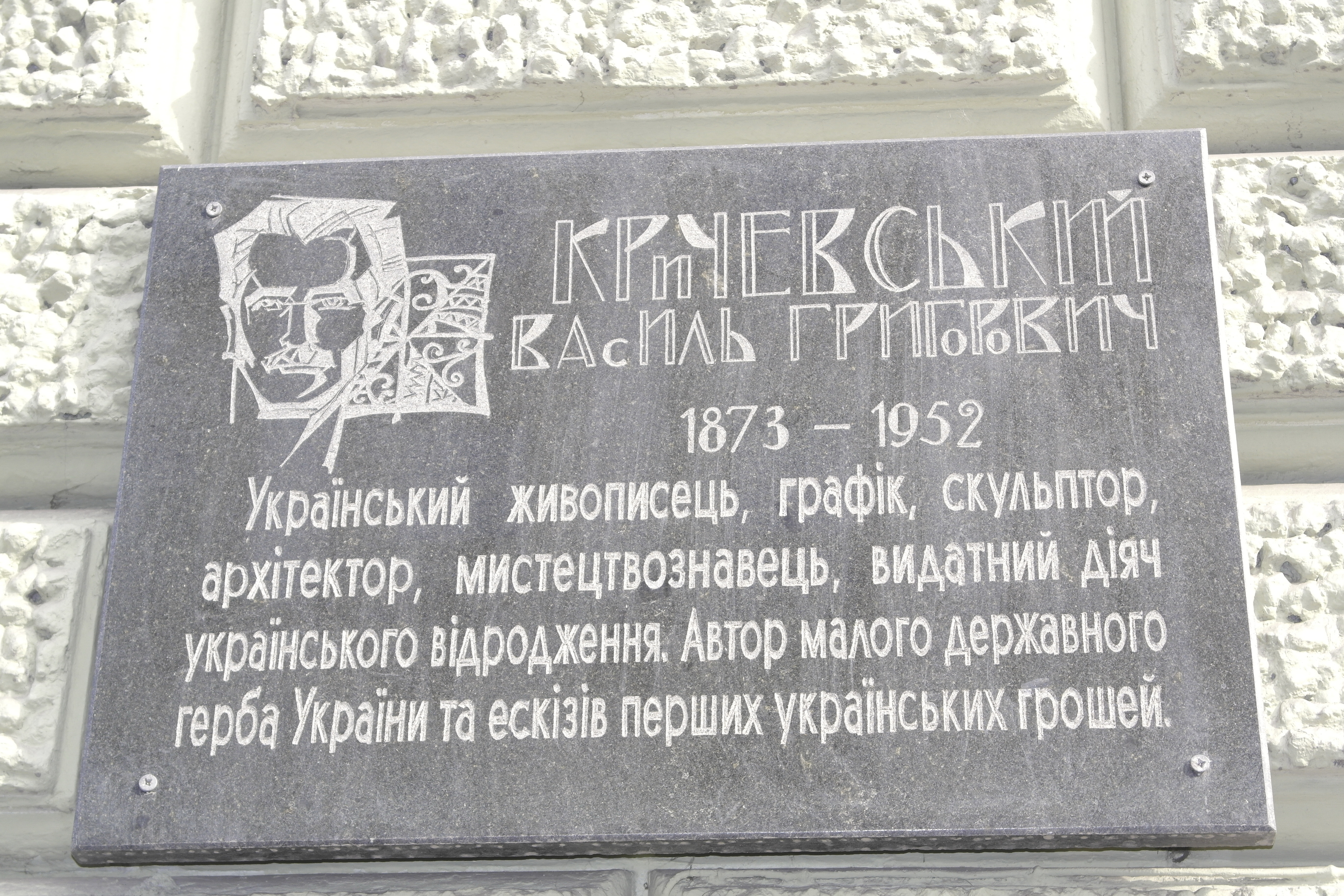
Мемориальная доска В. Г. Кричевскому в г. Харькове на ул. Сумская

## Творческое наследие
- Много работ художника находится за рубежом — в частности, в Украинском музее Нью-Йорка.
- В 2003 году внучка художника передала примерно 300 его работ в дар музеям.

## Память
- На Украине выпущена марка с портретом Василия Кричевского.
- Мемориальная доска Василию Кричевскому открыта 21 августа 2008 года в г. Харькове на ул. Сумская, 18 на здании, в котором он работал[7][8];
- Памятный знак Василию Кричевскому установлен 28 сентября 2020 года в Верхняя Сыроватка, на территории школы.

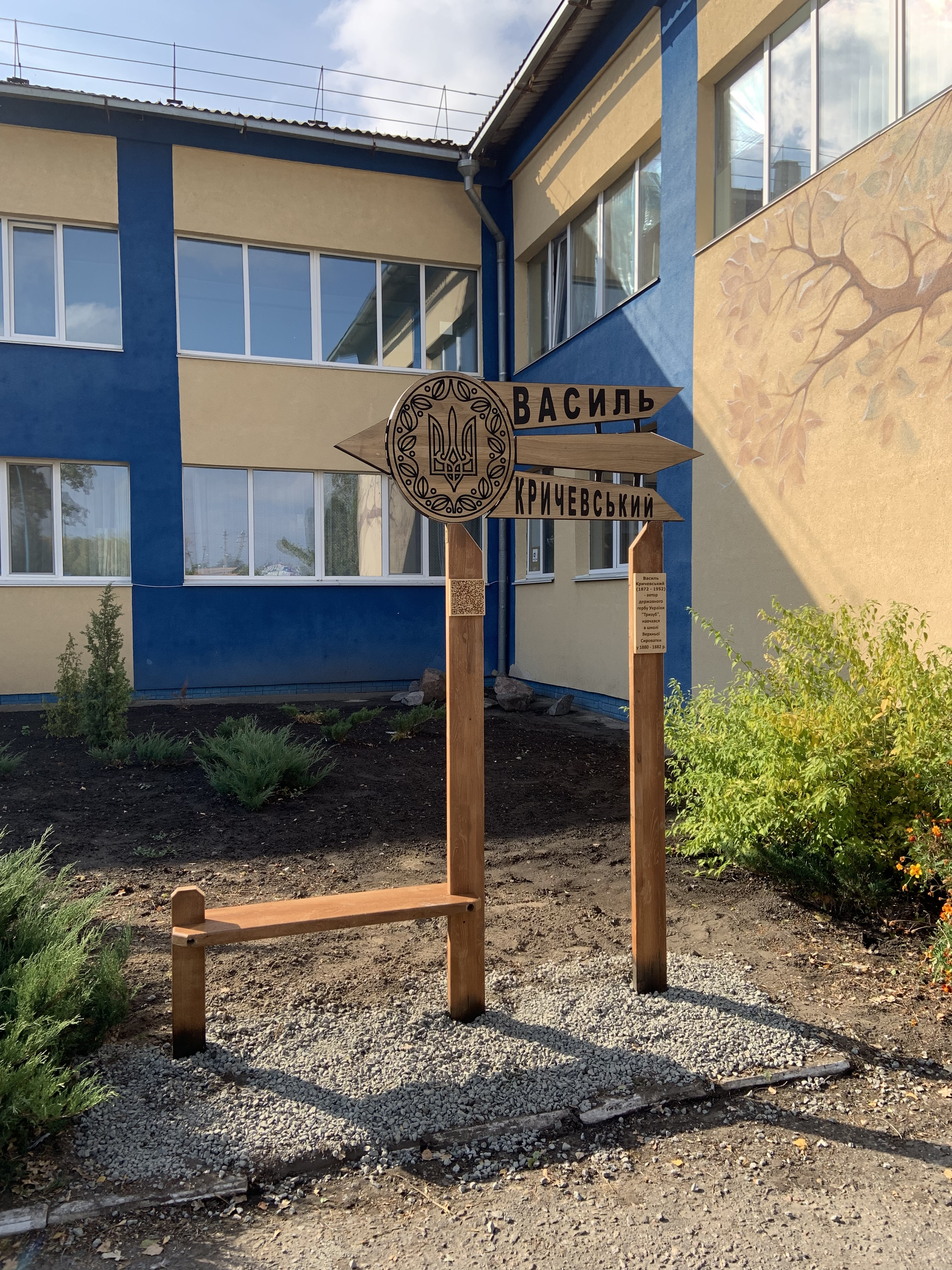
село Верхняя Сыроватка, памятний знак Василию Кричевскому